# Жил Милер
Жил Милер (рођен 9. маја, 1983. године у Луксембургу) бивши је тенисер из Луксембурга, који је свој најбољи пласман у синглу достигао 31. јула 2017. када је заузимао 21. место на АТП листи.

## Каријера
Највећи успех на Гренд слем турнирима у синглу остварио је 2008. када је као квалификант играо четвртфинале Отвореног првенства САД где је поражен од Швајцарца Роџера Федерера.
Одиграо је финала осам АТП турнира (поражен у шест), а противници у прва три су му били бивши најбољи тенисери света – Хјуит у Вашингтону 2004, Агаси у Лос Анђелесу 2005. и Родик у Атланти 2012. У четвртом финалу, првом на трави, изгубио је од Француза Николе Маија на турниру у Хертогенбосу 2016. Пети пораз у финалима дошао је месец дана касније у Њупорту, а противник је био Хрват Иво Карловић. Меч је завршен после три тај-брејка, а у трећем је одиграно чак 26 поена (14–12) што је најдуже у одлучујућем сету АТП финала у опен ери. До прве професионалне титуле у каријери долази на турниру у Сиднеју почетком 2017. савладавши Британца Данијела Еванса у два сета. На путу до финала је избацио и двоструког узастопног победника турнира Виктора Троицког. Четири месеца касније, у свом првом финалу на шљаци на турниру у Есторилу поражен је од Шпанца Карења Бусте, али је и поред тога напредовао до 26. места на АТП листи, што је његов нови најбољи пласман. Прву титулу на трави осваја у Хертогенбосу 2017. где је у финалу победио Иву Карловића. То је било најстарије сингл финале на АТП туру још од 1977. и турнира у Хонг Конгу. Милер је на тај начин, уз Луку Пуја, постао једини тенисер који је играо финала на све три подлоге у 2017.

## АТП финала

### Појединачно: 8 (2–6)
| Легенда                        |
| ------------------------------ |
| Гренд слем турнири (0–0)       |
| Завршно првенство сезоне (0–0) |
| АТП мастерс 1000 (0–0)         |
| АТП 500 (0–0)                  |
| АТП 250 (2–6)                  |

| Финала по подлози |
| ----------------- |
| Тврда (1–3)       |
| Шљака (0–1)       |
| Трава (1–2)       |

| Финала по локацији |
| ------------------ |
| Отворено (2–6)     |
| Дворана (0–0)      |

| Исход     | Бр. | Датум            | Турнир                 | Подлога | Противник          | Резултат                       |
| --------- | --- | ---------------- | ---------------------- | ------- | ------------------ | ------------------------------ |
| Финалиста | 1.  | 22. август 2004. | Вашингтон, САД         | Тврда   | Лејтон Хјуит       | 3–6, 4–6                       |
| Финалиста | 2.  | 31. јул 2005.    | Лос Анђелес, САД       | Тврда   | Андре Агаси        | 4–6, 5–7                       |
| Финалиста | 3.  | 22. јул 2012.    | Атланта, САД           | Тврда   | Енди Родик         | 6–1, 6–7(2–7), 2–6             |
| Финалиста | 4.  | 12–13. јун 2016. | Хертогенбос, Холандија | Трава   | Никола Маи         | 4–6, 4–6                       |
| Финалиста | 5.  | 17. јул 2016.    | Њупорт, САД            | Трава   | Иво Карловић       | 7–6(7–2), 6–7(5–7), 6–7(12–14) |
| Победник  | 1.  | 14. јануар 2017. | Сиднеј, Аустралија     | Тврда   | Данијел Еванс      | 7–6(7–5), 6–2                  |
| Финалиста | 6.  | 7. мај 2017.     | Есторил, Португал      | Шљака   | Пабло Карењо Буста | 2–6, 6–7(5–7)                  |
| Победник  | 2.  | 18. јун 2017.    | Хертогенбос, Холандија | Трава   | Иво Карловић       | 7–6(7–5), 7–6(7–4)             |

### Парови: 2 (0–2)
| Легенда                        |
| ------------------------------ |
| Гренд слем турнири (0–0)       |
| Завршно првенство сезоне (0–0) |
| АТП мастерс 1000 (0–0)         |
| АТП 500 (0–0)                  |
| АТП 250 (0–2)                  |

| Финала по подлози |
| ----------------- |
| Тврда (0–2)       |
| Шљака (0–0)       |
| Трава (0–0)       |

| Финала по локацији |
| ------------------ |
| Отворено (0–2)     |
| Дворана (0–0)      |

| Исход     | Бр. | Датум           | Турнир               | Подлога | Партнер       | Противници                      | Резултат              |
| --------- | --- | --------------- | -------------------- | ------- | ------------- | ------------------------------- | --------------------- |
| Финалиста | 1.  | 2. август 2015. | Атланта, САД         | Тврда   | Колин Флеминг | Боб Брајан Мајк Брајан          | 6–4, 6–7(2–7), [4–10] |
| Финалиста | 2.  | 8. јануар 2017. | Бризбејн, Аустралија | Тврда   | Сем Квери     | Танаси Кокинакис Џордан Томпсон | 6–7(7–9), 4–6         |